# Wz.34装甲車
wz.34装甲車(Samochód pancerny wz. 34、34年式装甲車）は、ポーランド製の4輪軽装甲車である。第二次世界大戦初頭、1939年のナチス・ドイツによる侵攻当時、ポーランド軍装甲車の中核を占めていた。

## 開発と生産
wz.34装甲車は、もともと半装軌車式装甲車として開発されたものが装輪式に改修されるという、特異な経歴を持っている。
1924年、ポーランドはフランスから半装軌式のシトロエン・ケグレスB2 10CV型シャーシ、135両分を入手した。シトロエン・ケグレス方式のハーフトラックは戦間期、サハラ砂漠横断などの冒険で名を上げただけでなく、軍用の牽引車として活用され、プジョーやシュナイダーによって、これをベースとした装甲ハーフトラックも開発されていた。
ポーランドでは、フランス本国のモデルを参考に、それによく似たシトロエン・ケグレスB2 10CVシャーシ用装甲ボディを自国開発し、wz.28装甲車として採用。1927年から1930年にかけ、ポーランドの自動車メーカー・CWS社で90両が製作された。
しかし実際に配備を進めてみると、不整地走行能力は思ったほど高くないにもかかわらず最高速度は低く、ハーフトラックならではのメリットが感じられない、はなはだ不本意な性能の車両であることが判明した。
そこで、これらをオーソドックスな装輪形式に改修することが決定され、1934年、最初の1両によるテストの後、7月にはwz.34装甲車として制式化された。装輪化への改修キットが配られ、1938年までにおそらく87両のwz.28がwz.34に改修された。
wz.34装甲車は、走行装置を除いてはほぼwz.28装甲車のままで、小型の砲塔には、同じくポーランド軍が装備していたルノー FT-17戦車同様、オチキス7.92mm機関銃wz.25か、ピュトー（プトー）37mm半自動砲SA-18のいずれかが搭載されていた。およそ3分の2が機銃装備型だったという。
車体の装甲形状には、元になったwz.28装甲車の初期生産型である、側面が後輪上にかぶさり、後面が垂直のもの、後期生産型で幅が狭く後面が傾斜したものとの2種類があった。なお、床面は装甲されておらず木製だった。
走行装置(エンジンとリア・アクスル)には改修の時期により別があり、これによって3種のサブタイプに分かれている。改修の経緯を考えると、装甲形状とサブタイプとは関連がないものと思われる。

## バリエーション
wz.34
最初の改修型で、オリジナルのシトロエンB-14エンジンと、1t軽トラック、フィアット614から流用されたリア・アクスルを使用していた。
wz.34-I
ポーランド軍用の乗用車として多用されていたポルスキ・フィアット508系のポルスキ・フィアット108エンジンと、フィアット614のリア・アクスルが使われたもの。
wz.34-II
より新型のポルスキ・フィアット108-III エンジンと、1.2t軽トラック、ポルスキ・フィアット618のリア・アクスルが使われたもの。このタイプが最も一般的で、60両がこれであったという。

## 戦歴
1939年の開戦時には、騎兵連隊下の11個装甲大隊のうち10個大隊がwz.34を装備していた。各装甲大隊は1個装甲車中隊を持ち、大隊本部に1両、中隊に7両が定数だった。
乗用車並みの大きさに軽装甲、弱武装で、この時にはすっかり時代遅れになっていたにもかかわらず、そもそもポーランド軍に装甲兵力が不足していたことから、wz.34装甲車は一線で敵に立ち向かわざるを得ず、大きな損害を出した。
しかし時には敵軍に混乱や損害を与え、その進撃を一時的にではあれ食い止める働きを見せた。
ポーランド戦を生きのび、ドイツ軍に鹵獲された少数のwz.34は占領下のポーランドでドイツの警察部隊が使用したほか、クロアチアにも供与されたという。

## 参考資料
- "The PIBWL military site" http://derela.pl/wz34.htm
- Janusz Magnuski, "SAMOCHODY PANCERNE WOJSKA POLSKIEGO 1918-1939", WiS, Warszawa 1993
- Jan Tarczyński, Krzysztof Barbarski, Adam Jońca, "Pojazdy w Wojsku Polskim - Polish Army Vehicles - 1918-1939", Ajaks, Pruszków 1995
- Adam Jońca, Rajmund Szubański, Jan Tarczyński, "Wrzesień 1939 POJAZDY WOJSKA POLSKIEGO Barwa i broń", WKŁ, Warszawa 1990